# Georg Solti

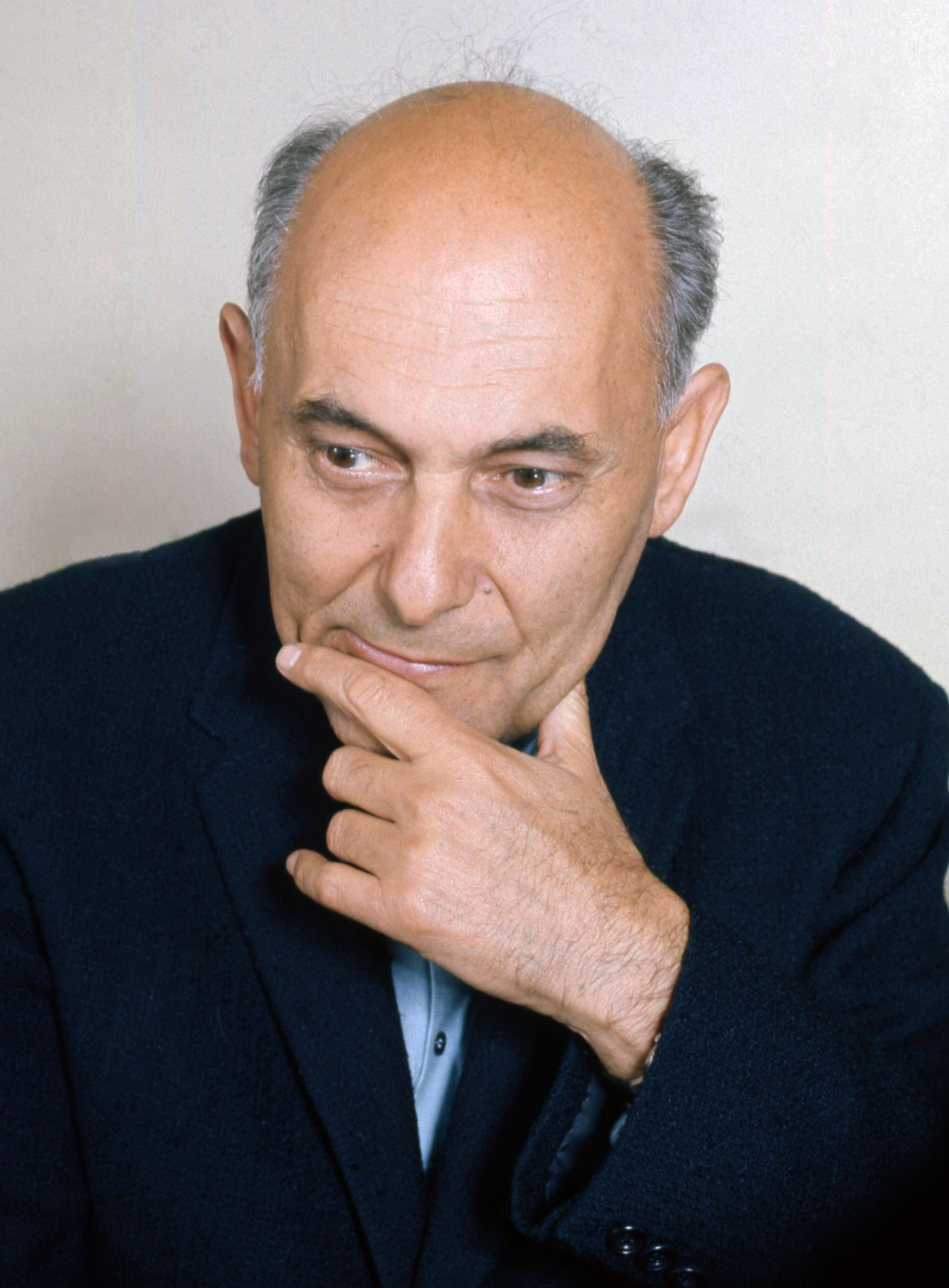
Georg Solti in 1975

Sir Georg Solti (oorspronkelijke voornaam György) (Boedapest, 21 oktober 1912 - Antibes, 5 september 1997) was een Hongaarse dirigent en pianist.

## Carrière
Solti studeerde piano en compositie met bekende namen zoals Ernő Dohnányi, Zoltán Kodály, Béla Bartók en Leó Weiner aan het conservatorium in Boedapest. Hij gaf zijn eerste concert op zijn twaalfde.
Hij begon als assistent dirigent-aan de Opera in Boedapest en werd daar muzikaal directeur (van 1934 tot 1939). Bij de Salzburger Festspiele assisteerde hij Arturo Toscanini, een ontmoeting die diepe indruk op Solti maakte. 
Na het uitbreken van de Tweede Wereldoorlog verhuisde hij naar Zwitserland waar hij zijn carrière als pianist weer oppakte. 
Na de oorlog kwam zijn carrière pas echt goed op gang: 25 jaar lang wijdde hij zich vooral aan het dirigeren van opera in München, Frankfurt am Main, Londen (Covent Garden) en Wenen.
In 1969 werd hij dirigent van het Chicago Symphony Orchestra en begon zijn tweede carrière als dirigent van symfonische muziek. Hij werkte tot op hoge leeftijd met bekende orkesten, waaronder het Koninklijk Concertgebouworkest, in prachtige producties. Hij excelleerde vooral in het laat-romantische, Duitse repertoire. Solti werd verder bekend door zijn vele plaatopnamen. Daarvan valt in het bijzonder zijn opname van Wagners Der Ring des Nibelungen met de Wiener Philharmoniker te noemen.
Hij was tot 2023 recordhouder van het grootste aantal gewonnen Grammy's (zie hieronder). Naast het winnen van 30 Grammy's voor aparte plaatproducties ontving hij ook de Grammy Lifetime Achievement Award (1996) en de Grammy Trustees Award (1967). Naast deze Grammy's werd Solti nog 74 keer genomineerd voor andere prijzen tot ver na zijn dood aan toe.
Onder musici stond Solti bekend om zijn absoluut gehoor, technische perfectie en zijn niet-risicoloze gewoonte om tijdens het gedreven dirigeren dirigeerstokjes het orkest in te slingeren. Hij stierf in 1997, op 84-jarige leeftijd, tijdens een vakantie in Antibes.

## Grammy Awards
Georg Solti heeft niet minder dan 31 Grammy Awards gewonnen, de belangrijkste Amerikaanse muziekprijs. Dit aantal prijzen was een record, tot Beyoncé in 2023 haar 32e Grammy won. Alle prijzen won hij in de klassieke categorieën. 
Hieronder een overzicht van zijn gewonnen Grammy's:
- 1962: "Verdi: Aïda" (categorie: Best Opera Recording)
- 1966: "Wagner: Die Walkure" (Best Opera Recording)
- 1972: "Mahler: Symphony no. 8 In E Flat (Symphony Of A Thousand)" (Best Choral Performance)
- 1972: "Mahler: Symphony no. 7" (Best Classical Performance - Orchestra)
- 1972: "Mahler: Symphony no. 8 In E Flat (Symphony Of A Thousand)" (Best Classical Album)
- 1974: "Berlioz: Symphonie Fantastique" (Best Classical Performance - Orchestra)
- 1974: "Berlioz: Symphonie Fantastique" (Album of the Year, Classical)
- 1975: "Beethoven: Symphonies (9) Complete" (Album of the Year, Classical)
- 1976: "Strauss: Also Sprach Zarathustra" (Best Classical Performance - Orchestra)
- 1977: "Verdi: Requiem" (Best Choral Performance)
- 1978: "Beethoven: Missa Solemnis" (Best Choral Performance)
- 1979: "Brahms: A German Requiem" (Best Choral Performance)
- 1979: "Brahms: Symphonies (1-4)" (Best Classical Orchestral Recording)
- 1979: "Brahms: Symphonies (1-4)" (Best Classical Album)
- 1980: "Brückner: Symphony no. 6 in A" (Best Classical Orchestral Recording)
- 1981: "Mahler: Symphony no. 2 in C Minor" (Best Classical Orchestral Recording)
- 1981: "Mahler: Symphony no. 2 in C Minor" (Best Classical Album)
- 1982: "Berlioz: La Damnation de Faust" (Best Choral Performance)
- 1983: "Haydn: The Creation" (Best Choral Performance)
- 1983: "Mahler: Symphony no. 9 in D" (Best Orchestral Recording)
- 1983: "Mahler: Symphony no. 9 in D" (Best Classical Album)
- 1983: "Mozart: Le Nozze di Figaro" (Best Opera Recording)
- 1985: "Schoenberg: Moses und Aron" (Best Opera Recording)
- 1986: "Liszt: A Faust Symphony" (Best Classical Orchestral Recording)
- 1987: "Beethoven: Symphony no. 9 in D Minor" (Best Orchestral Recording)
- 1988: "Bartók: Sonata for Two Pianos and Percussion" (Best Chamber Music Performance)
- 1988: "Wagner: Lohengrin" (Best Opera Recording)
- 1991: "Bach: Mass in B Minor" (Best Performance of a Choral Work)
- 1992: "R. Strauss: Die Frau ohne Schatten" (Best Opera Recording)
- 1997: "Wagner: Die Meistersinger von Nürnberg" (Best Opera Recording)